# Conférence des évêques latins dans les régions arabes
La Conférence des évêques latins dans les régions arabes (en anglais : Conference of the latin bishops of the arabic regions) est une conférence épiscopale de l'Église catholique.
Créée en 1967, elle est présidée par le patriarche latin de Jérusalem. Y son représentées les églises particulières de l'Église latine à Chypre, Djibouti, Égypte, Irak, Israël, Jordanie, Kenya, Koweït, Liban, Palestine, Somalie, Syrie et Émirats arabes unis.

## Présidents
- 1965-1970 : Alberto Gori, OFM
- 1970-1987 : Giacomo Giuseppe Beltritti (it)
- 1987-2008 : Michel Sabbah
- depuis 2008 : Fouad Twal

## Membres
| Église particulière                          | Pays                                 | Commentaires |
| -------------------------------------------- | ------------------------------------ | ------------ |
| Patriarcat latin de Jérusalem                | Chypre Israël Jordanie               | —            |
| Diocèse de Djibouti                          | Djibouti                             | —            |
| Vicariat apostolique d'Alexandrie d'Égypte   | Égypte                               | —            |
| Archidiocèse de Bagdad                       | Irak                                 | —            |
| Diocèse de Bungoma                           | Kenya                                | —            |
| Diocèse d'Eldoret                            | Kenya                                | —            |
| Diocèse d'Embu                               | Kenya                                | —            |
| Diocèse de Garissa                           | Kenya                                | —            |
| Diocèse de Homa Bay                          | Kenya                                | —            |
| Vicariat apostolique d'Isiolo                | Kenya                                | —            |
| Diocèse de Kakamega                          | Kenya                                | —            |
| Diocèse de Kericho                           | Kenya                                | —            |
| Diocèse de Kisii                             | Kenya                                | —            |
| Archidiocèse de Kisumu                       | Kenya                                | —            |
| Diocèse de Kitale                            | Kenya                                | —            |
| Diocèse de Kitui                             | Kenya                                | —            |
| Diocèse de Lodwar                            | Kenya                                | —            |
| Diocèse de Machakos                          | Kenya                                | —            |
| Diocèse de Malindi                           | Kenya                                | —            |
| Diocèse de Maralal                           | Kenya                                | —            |
| Diocèse de Marsabit                          | Kenya                                | —            |
| Diocèse de Meru                              | Kenya                                | —            |
| Ordinariat militaire du Kenya                | Kenya                                | —            |
| Archidiocèse de Mombasa                      | Kenya                                | —            |
| Diocèse de Murang’a                          | Kenya                                | —            |
| Archidiocèse de Nairobi                      | Kenya                                | —            |
| Diocèse de Nakurue                           | Kenya                                | —            |
| Diocèse de Ngong                             | Kenya                                | —            |
| Diocèse de Nyahururu                         | Kenya                                | —            |
| Archidiocèse de Nyeri                        | Kenya                                | —            |
| Vicariat apostolique d'Arabie septentrionale | Arabie saoudite Bahreïn Koweït Qatar | —            |
| Vicariat apostolique de Beyrouth             | Liban                                | —            |
| Diocèse de Mogadiscio                        | Somalie                              | —            |
| Vicariat apostolique d'Alep                  | Syrie                                | —            |
| Vicariat apostolique d'Arabie méridionale    | Émirats arabes unis Oman Yémen       | —            |